# Nastja Govejšek
Nastja Govejšek, slovenska plavalka, * 15. julij 1997, Celje.
Nastja Govejšek je za Slovenijo v starosti petnajst let nastopila na plavalnem delu Poletnih olimpijskih iger 2012 v Londonu, kjer je v disciplini 100 m prosto osvojila osemindvajseto mesto. 